# Gregory Vallenilla
Gregory Vallenilla (Puerto La Cruz, estado Anzoátegui, Venezuela, 8 de septiembre de 1979-Boca de Aroa, estado Falcón, 22 de julio de 2007) fue un jugador profesional de baloncesto venezolano. Para el día de su muerte, Vallenilla era el alero y capitán del equipo Panteras de Miranda, equipo con el cual estuvo ligado durante casi toda su carrera profesional.
Vallenilla fue miembro de las selecciones nacionales menores y de mayores, y con esta última participó en el Mundial de Japón, celebrado en 2006. En 2007 debutó en la Liga Profesional de Baloncesto con el equipo Marinos de Oriente, y desde 1998 jugó en Panteras de Miranda excepto por parte de la temporada de 2006, la cual la jugó para Guaiqueríes de Margarita.
Con Panteras de Miranda participó en dos finales de Liga, 1998 y 2002, y por sus logros profesionales fue galardonado con la distinción Progreso del Año de la LPB en 2003. Además fue miembro de la Selección Nacional de Baloncesto en el Campeonato Suramericano de Caracas 2006 y en el Campeonato Suramericano Montevideo Uruguay 2003. En la temporada 2002 también conformó el equipo todos estrellas criollas y además ganó la competencia de clavadas.

## El accidente
El accidente donde perdió la vida Vallenilla ocurrió en la mañana del domingo 22 de julio de 2007, en la carretera nacional Morón - Coro, a la altura del puente Aragüita del municipio José Laurencio Silva, sector Golfo Triste de Boca de Aroa, Estado Falcón. Vallenilla conducía una camioneta Chevrolet Trail Blazer negra, placa MEI-12K, que se estrelló de frente contra un camión 350 azul con blanco, placa 127-IAH, que servía de transporte público. El conductor del camión Henri Lapoint (57), y su esposa, Cristina Rumbos (54), también fallecieron en el accidente, que según Cuerpo de Vigilancia de Tránsito local, ocurrió cuando Vallenilla perdió el control de su automóvil cuando trataba de reingresar a la vía tras una parada en la carretera.
En el automóvil también viajaba el compañero de equipo, Elvis Montero y otros tres acompañantes, quienes se dirigían a la ciudad de Valencia, donde Montero y Vallenilla tenían previsto participar en un torneo de baloncesto. 
Montero resultó herido y fue conducido a una clínica ubicada en Guaparo, estado Carabobo. Los otros pasajeros de ambos vehículos resultaron ilesos en el accidente. 